# Heroes Are Hard to Find
Heroes Are Hard to Find este al nouălea album de studio al formației rock britanice Fleetwood Mac, lansat în septembrie 1974. A fost ultimul lor album împreună cu Bob Welch, care a părăsit formația la sfârșitul anului 1974, fiind înlocuit cu Lindsey Buckingham și Stevie Nicks. A fost primul album Fleetwood Mac înregistrat în Statele Unite și primul care să intre în Top 40 în topul Billboard. De asemenea, a fost primul album Fleetwood Mac în care formația avea în componență un singur chitarist. Cântecul de titlu a fost lansat ca single dar nu a intrat în topuri.

## Tracklist
1. "Heroes Are Hard to Find" (C. McVie) - 3:35
2. "Coming Home" (Welch) - 3:55
3. "Angel" (Welch) - 3:55
4. "Bermuda Triangle" (Welch) - 4:08
5. "Come a Little Bit Closer" (C. McVie) - 4:04
6. "She's Changing Me" (Welch) - 2:58
7. "Bad Loser" (C. McVie) - 3:25
8. "Silver Heels" (Welch) - 3:26
9. "Prove Your Love" (C. McVie) - 3:57
10. "Born Enchanter" (Welch) - 2:54
11. "Safe Harbour" (Welch) - 2:32

## Personal
Fleetwood Mac
- Bob Welch - chitară, voce, vibrafon
- Christine McVie - claviaturi, voce
- John McVie - chitară bas
- Mick Fleetwood - tobe, percuție

Producție
- Fleetwood Mac, Bob Hughes - producători
- Doug Graves, Bob Hughes - ingineri de sunet
- Doug Graves - inginer asistent
- Lee Herschberg - remasterizare
- Nick DeCaro - aranjamente de suflători și coarde
- Desmond Strobel - design

## Topuri
Album – Billboard (America de Nord)
| An   | Top           | Poziție |
| ---- | ------------- | ------- |
| 1974 | Billboard 200 | 34      |